# Cimetière national de fort Logan
Le cimetière national de Fort Logan est un cimetière national des États-Unis situé à Denver, au Colorado. Le fort Logan a été nommé d'après le général de l'Union John A. Logan, commandant des forces des volontaires des États-Unis pendant la guerre de Sécession. Il s'étend sur 214 acres (86,6 ha) et contenait plus de 122 000 personnes enterrées en 2014. Il est inscrit sur le Registre national des lieux historiques en 2016.

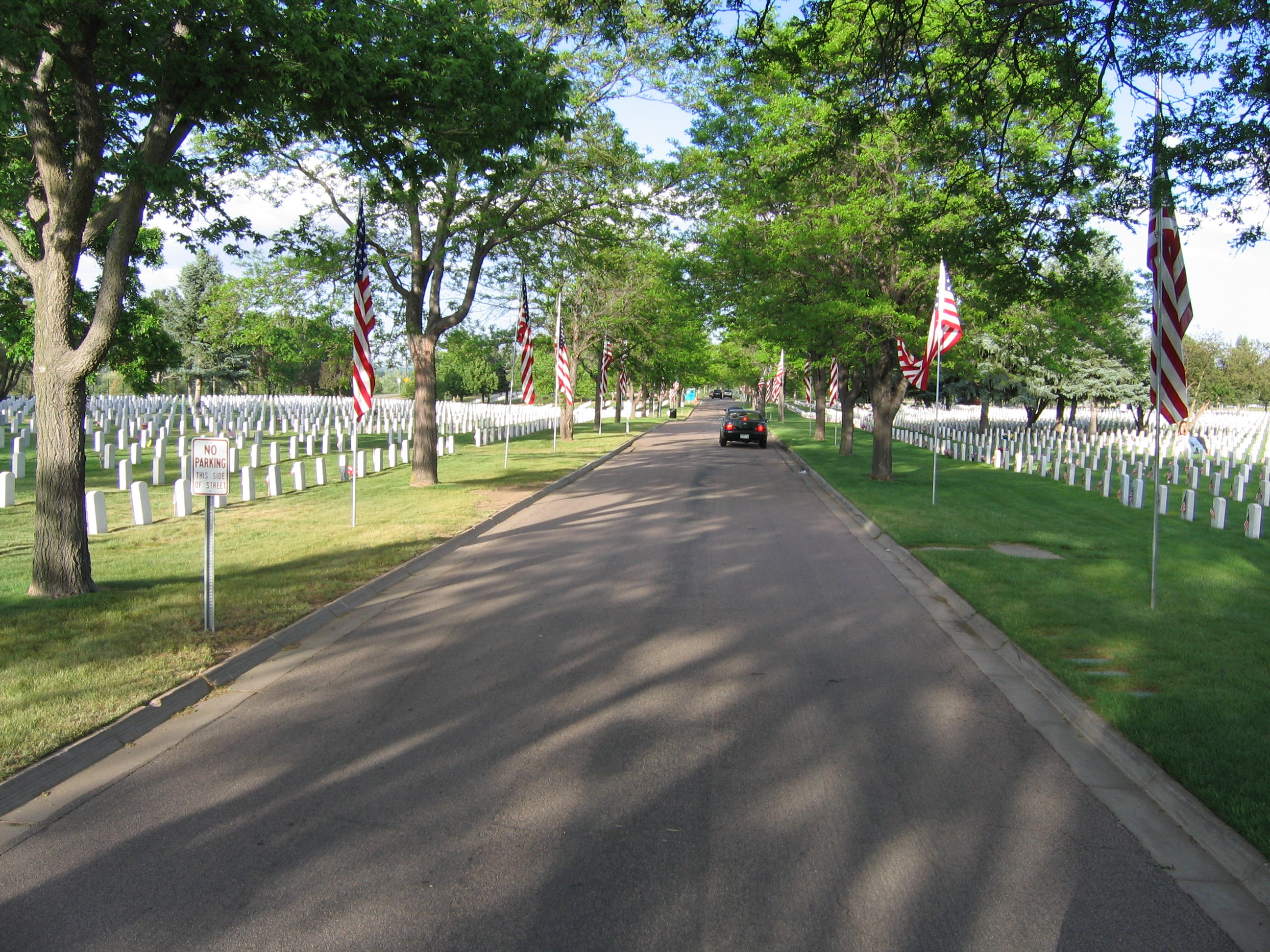
Une rue dans le cimetière nataional de fort Logan lors du week-end du Memorial Day.

## Histoire
Le fort Logan est lui-même créé le 31 octobre 1887, et est en usage continu jusqu'en 1946, quand la plupart de la superficie sauf celle du cimetière est remis à l'État du Colorado. Le cimetière national est créé en 1950.

## Sépultures notables
- Récipiendaire de la médaille d'honneur
  - Commandant William E. Adams (1939-1971) – U.S. Army, A/227the Assault Helicopter Co., 52nd Aviation Battalion de la première brigade d'aviation. Province de Kontum, en république du Viêt-Nam, le 25 mai 1971[1].
  - Premier Sergent Maximo Yabes (1932-1967) – .S. Army, Company A, 4th Battalion, 9th Infantry, 25th Infantry Division. Phu Hoa Dong, république du Viêt-Nam, le 26 février 1967
  - Soldat John Davis (1838-1901) – compagnie F, 17th Indiana  Mounted Infantry. Culloden, en Géorgie, en avril 1865 (guerre de Sécession) (cénotaphe)
- Autres
  - George R. Caron (1919-1995) – mitrailleur de queue sur l'Enola Gay
  - John A. Carroll (1901-1995) – représentant des États-Unis et sénateur
  - Joanne Conte (1933-2013) – femme transgenre. Comme Joseph Baione, Conte a servi en tant qu'opérateur militaire de code Morse pour l'U.S. Army et l'Air Force pendant la guerre de Corée[2].
  - John F. Curry (1886-1973) – major général et premier commandant de la Patrouille Aérienne Civile
  - Byron "Mex" Johnson (1911-2005) – jour de la ligue noire de baseball
  - Ernest Klingbeil (1908-1995) – joueur de hockey professionnel
  - Arthur Harvey (1895-1976) – pionnier pétrolier et un vétéran de la première guerre mondiale et de la seconde guerre mondiale
  - Richard H. Kindig (1916-2008) – photographe remarqué pour avoir documenter l'industrie du transport ferroviaire du Colorado et des Rocky Mountains[3],[4]
  - Fitzroy Newsum (1918-2013) – membre d'origine des Tuskegee Airmen[5]
  - Karl H. Timmermann (1922-1951),a commandé par l'unité qui a capturé le pont Ludendorff sur le Rhin à Remagen au cours de la seconde guerre mondiale
  - Steven Curnow, Kyle Velasquez - victimes du massacre de Columbine High School

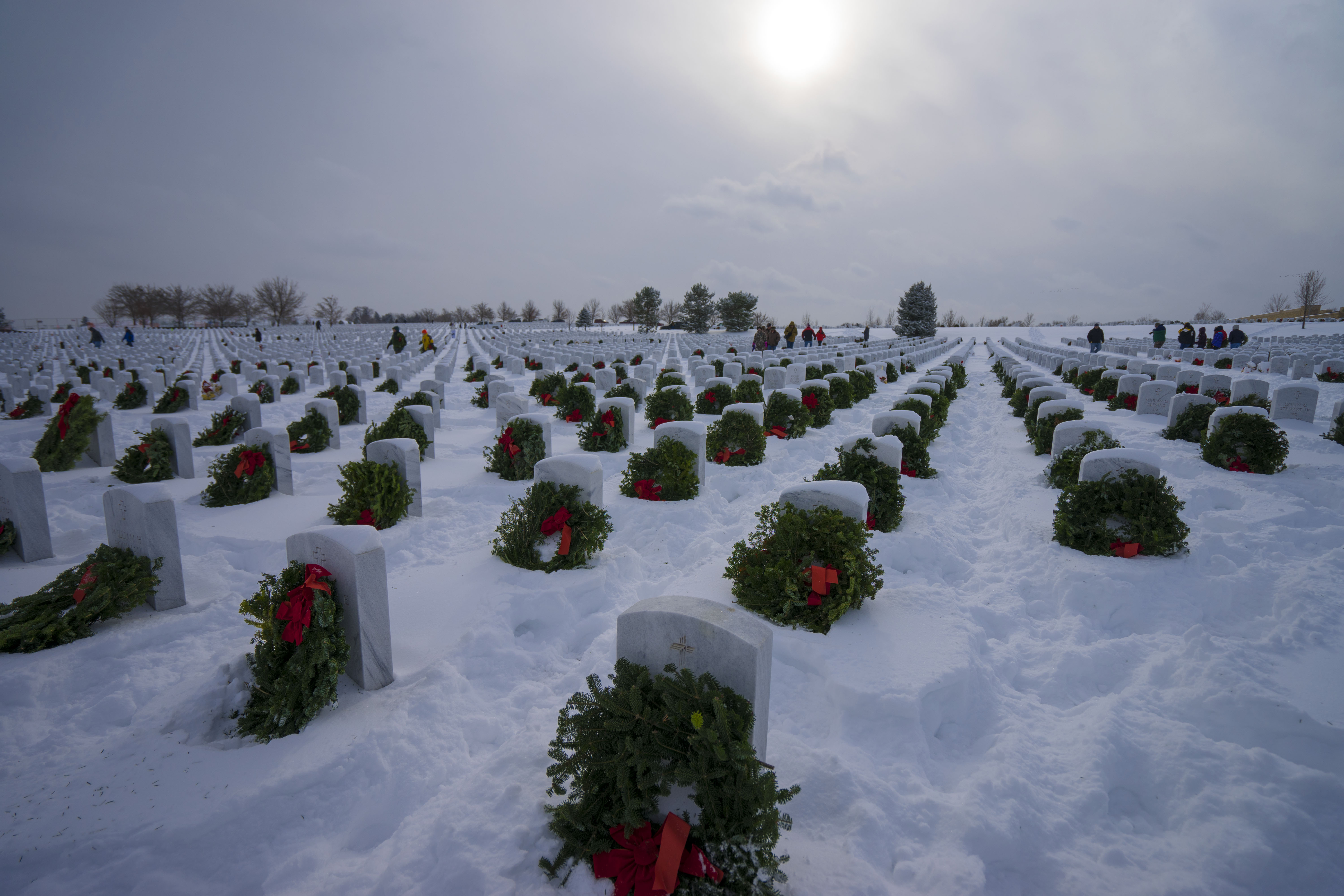
Couronnes placées sur des pierres tombales.

## Galerie

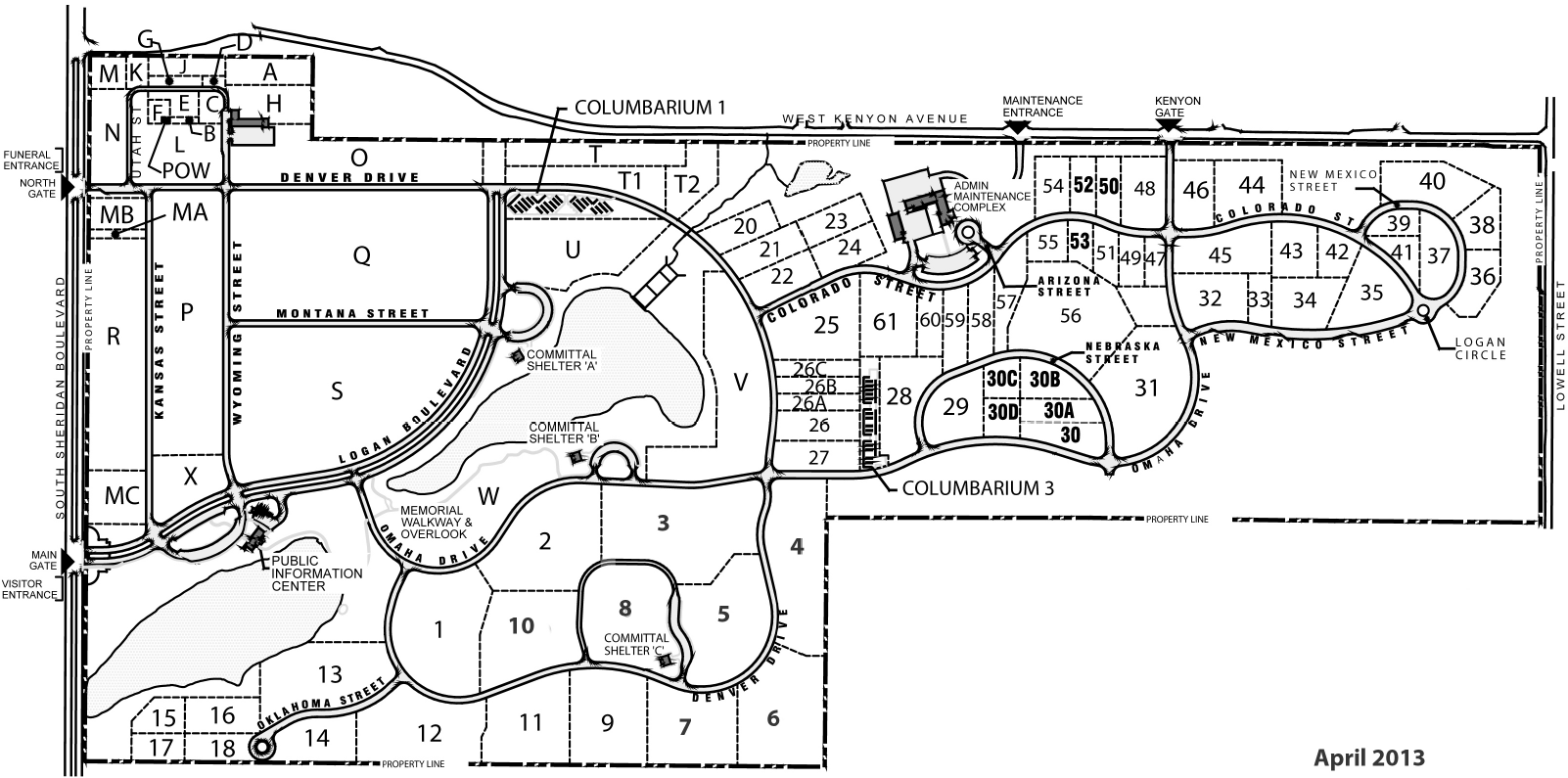
Carte du cimetière national du fort Logan.

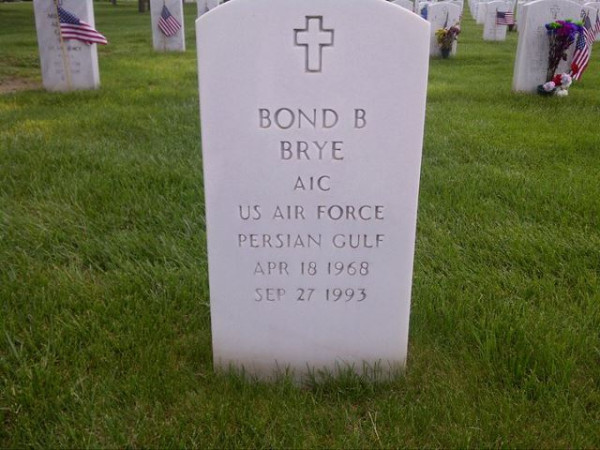
Lien Brye.
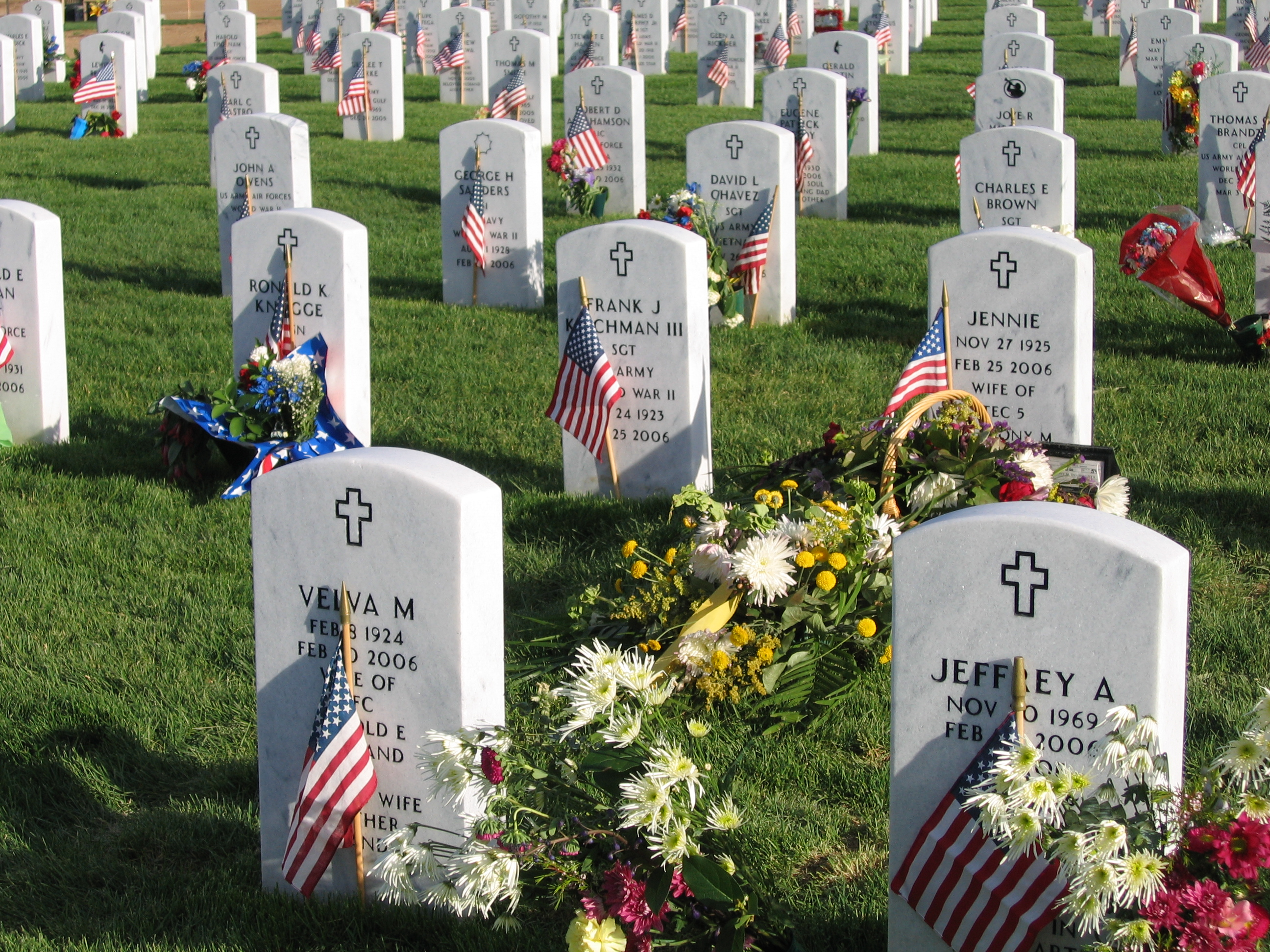
Tombes dans une nouvelle section.
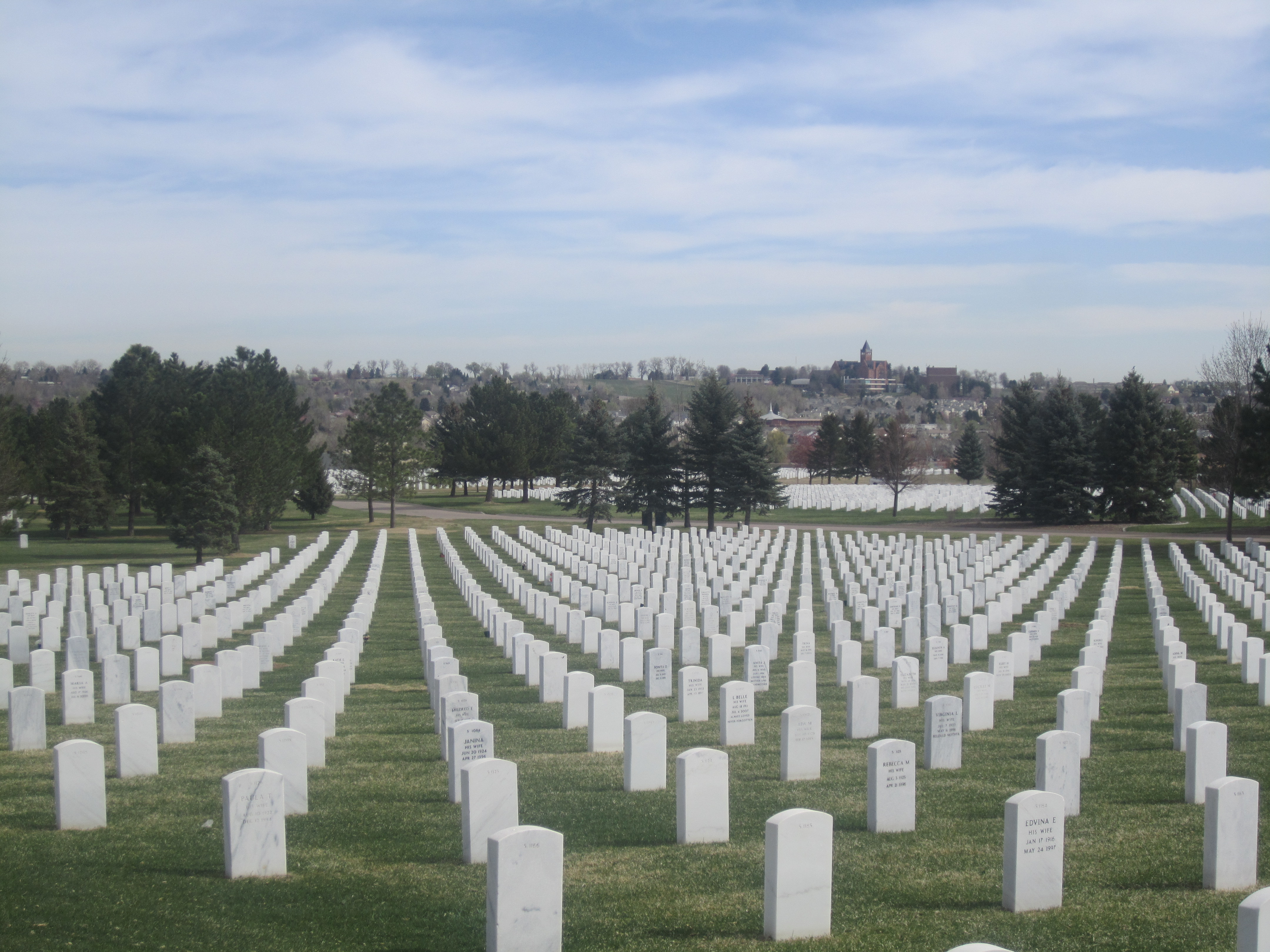
Cimetière national de fort Logan , 5 avril 2012.
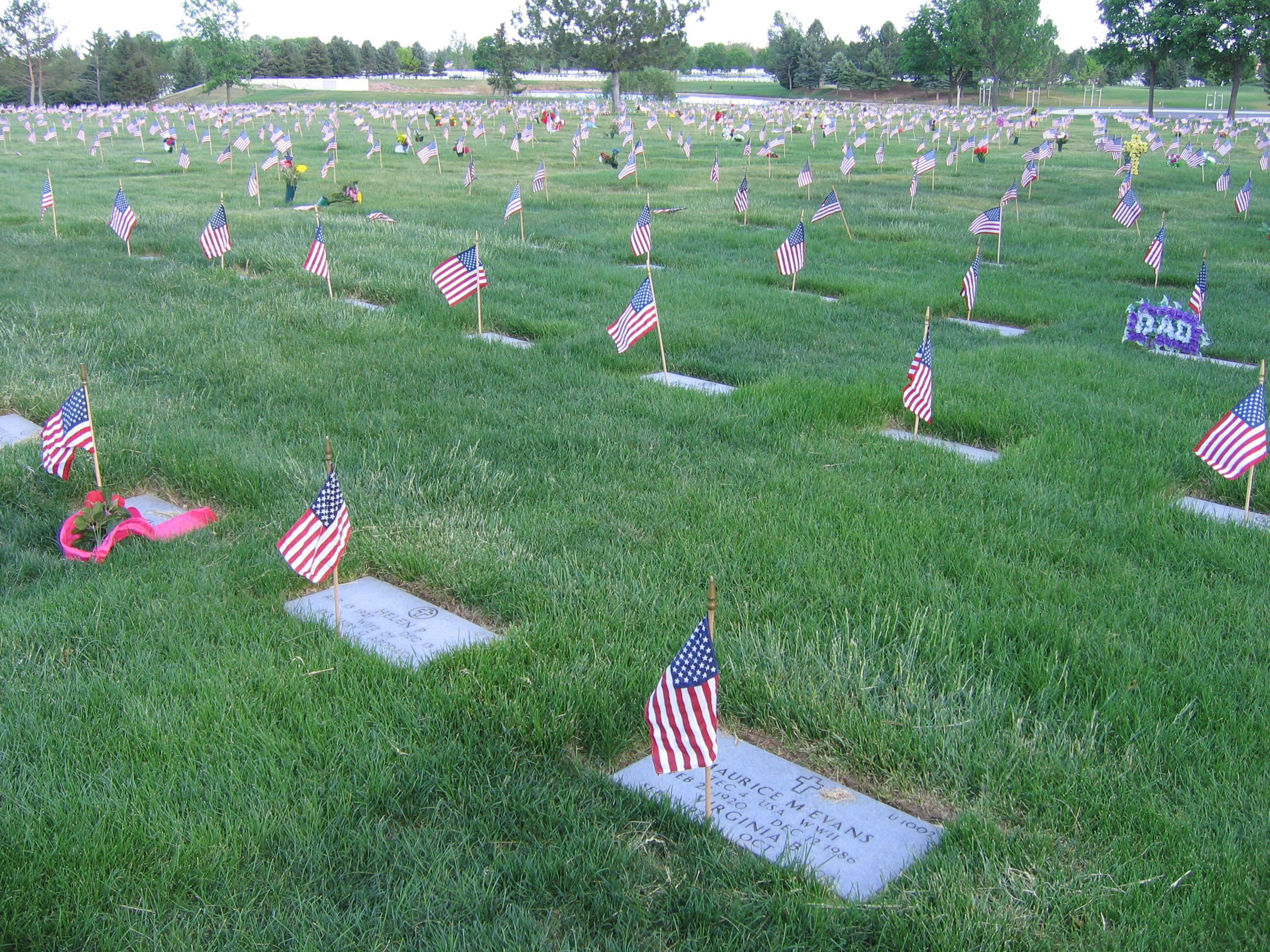
Drapeaux placés sur les tombes lors de la journée de commémoration de 2006.
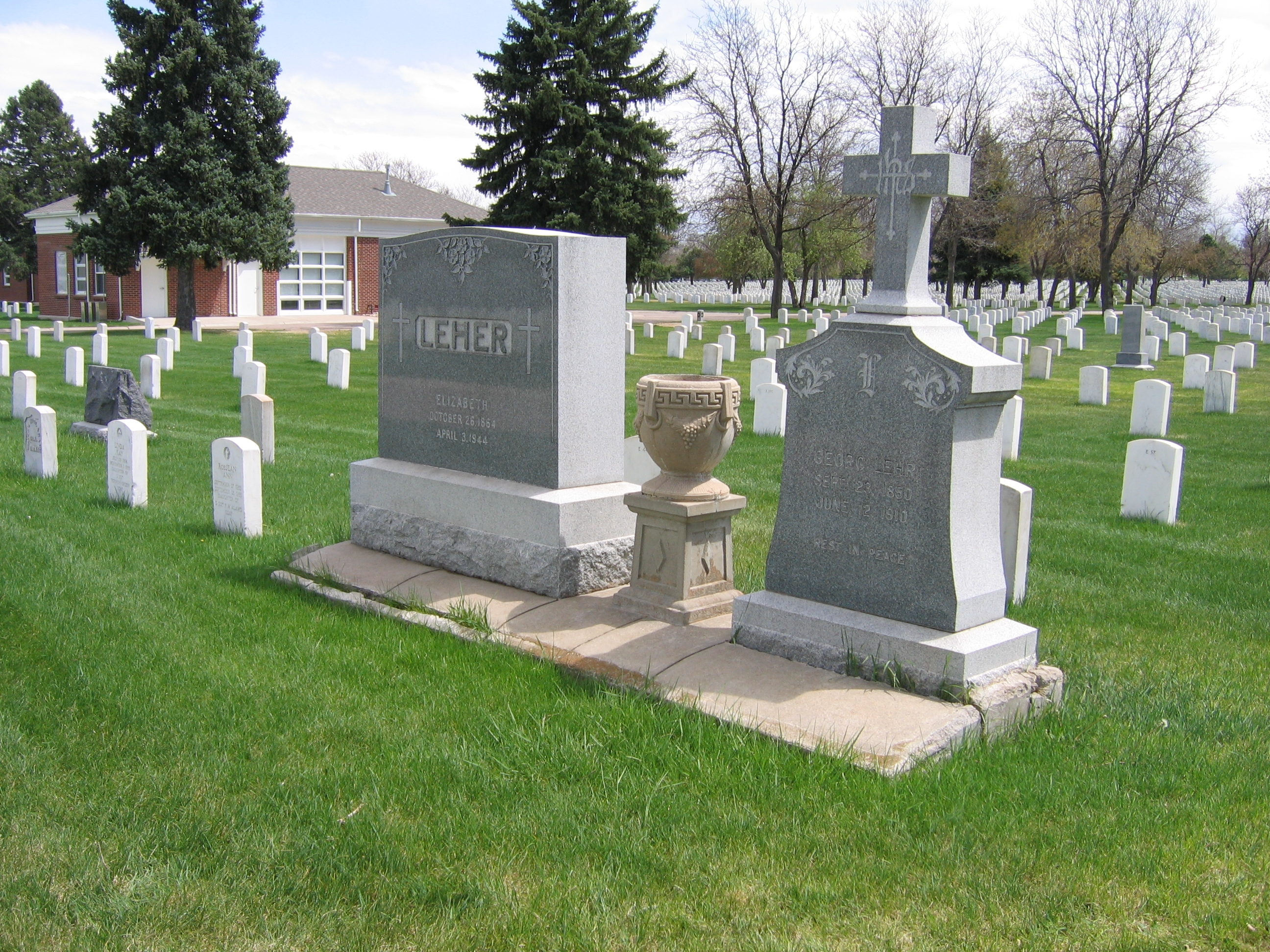
Tombes dans la vieille section.
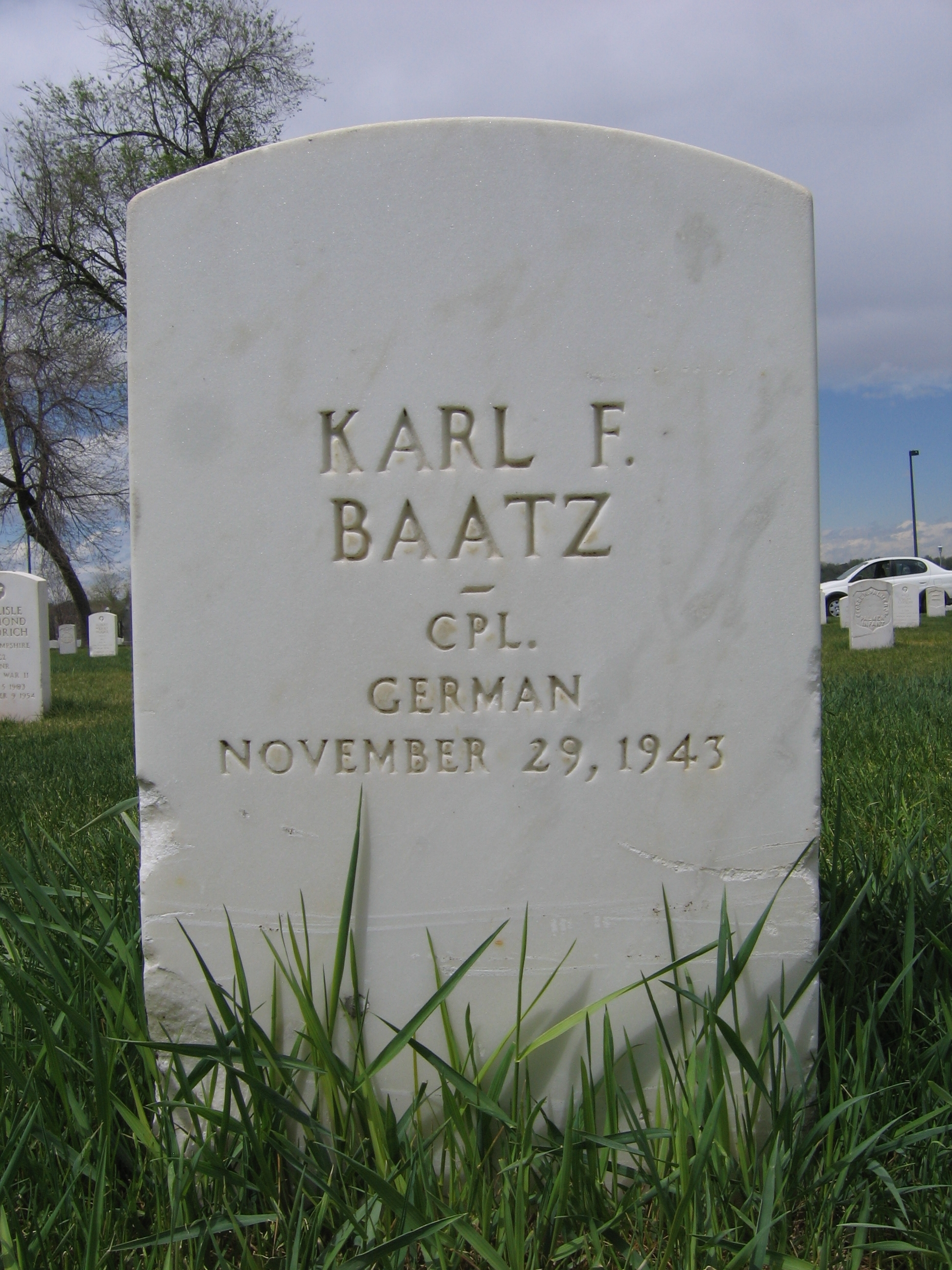
Tombe de Karl F. Baatz, un Allemand de la Seconde Guerre Mondiale  (PDG).